# 7010 Locke
7010 Locke este un asteroid din centura principală de asteroizi.

## Descriere
7010 Locke este un asteroid din centura principală de asteroizi. A fost descoperit pe 28 august 1987 la Observatorul La Silla de Eric Walter Elst. El prezintă o orbită caracterizată de o semiaxă mare de 2,28 ua, o excentricitate de 0,14 și o înclinație de 6,3° în raport cu ecliptica.